# Pitkäsaari (ö i Finland, Norra Österbotten, Koillismaa, lat 65,65, long 28,38)
Pitkäsaari är en ö i Finland. Den ligger i sjön Koitijärvi och i kommunen Taivalkoski i den ekonomiska regionen  Koillismaa ekonomiska region  och landskapet Norra Österbotten, i den nordöstra delen av landet, 600 km norr om huvudstaden Helsingfors. Öns area är 1,9 hektar och dess största längd är 450 meter i öst-västlig riktning.